# Nuova Cadice

Mappa dell'isola di Cubagua, dove si trovano le rovine di Nueva Cádiz.

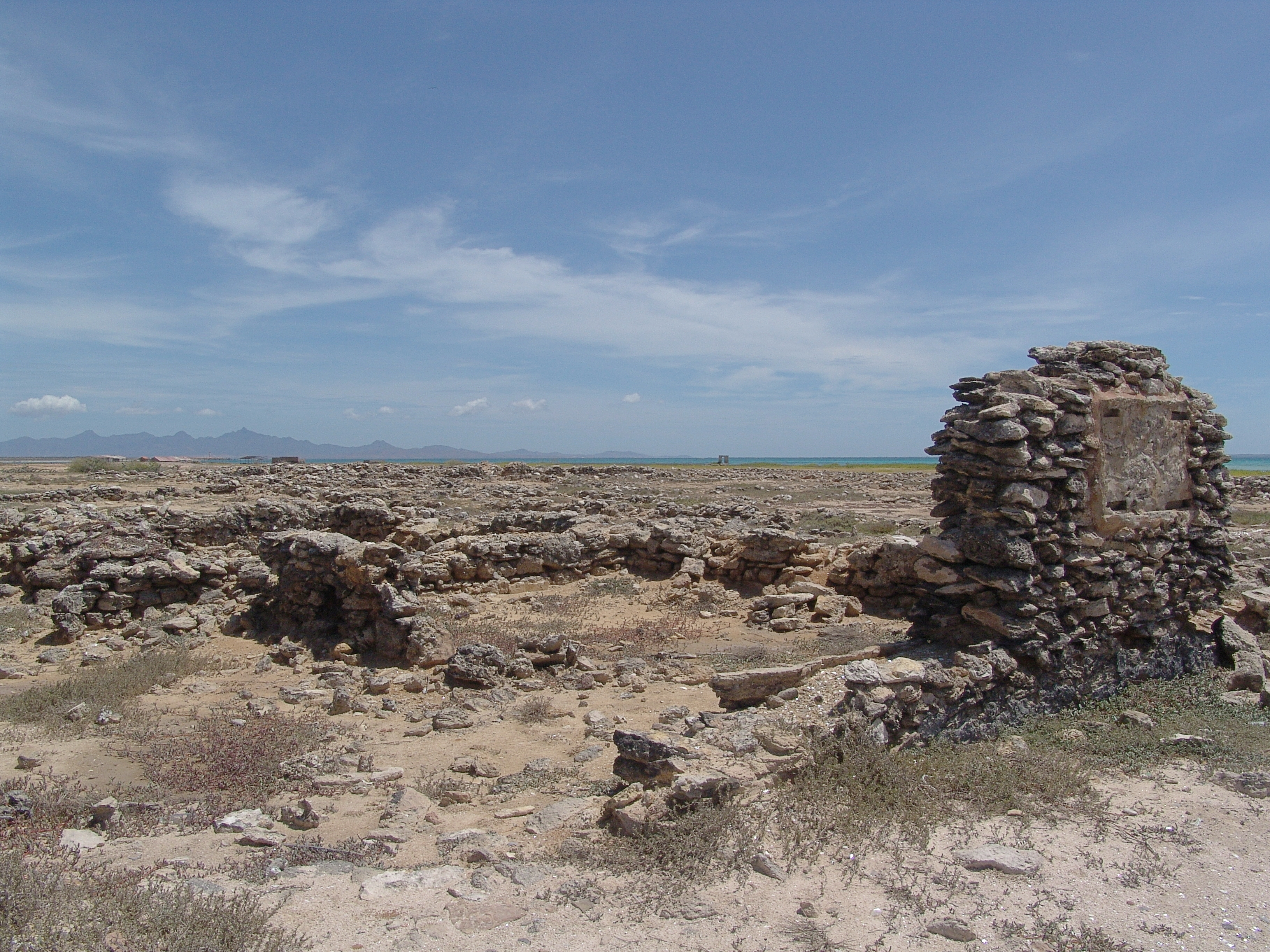
Rovine di Nueva Cádiz.

Nuova Cadice (in spagnolo Nueva Cádiz) fu una città costiera, capitale dell'isola di Cubagua dal 1527 al 1550, il cui primo insediamento, avvenuto dopo il terzo viaggio di Cristoforo Colombo, risalirebbe attorno al 1500 ad opera di Giacomo Castiglione, marinaio italiano al servizio di Carlo V, come accampamento temporaneo per lo sfruttamento della pesca delle perle.

## Storia
Il frate Bartolomé de Las Casas scrisse che nel 1500, appena due anni dopo il suo avvistamento da parte di Cristoforo Colombo, vi erano presenti già cinquanta avventurieri insediati a Cubagua alla ricerca delle preziose gemme di madreperla, usate dagli indigeni come ornamento personale.
L'isola di Cubagua fu il primo fulcro abitativo e commerciale della costa venezuelana generatosi a seguito della tratta degli schiavi. Si rese quindi necessario edificare delle città affinché i territori potessero attrarre uomini facoltosi disposti a stabilirvisi. 
Il primo insediamento a Nuova Cadice – futura capitale dell'isola dal 1527 al 1550 – si daterebbe tra il 1510 e il 1512; sebbene sembrò esservi una prima fondazione di Nuova Cadice nel 1515, in realtà fu l'Audiencia della Hispaniola ad inviare Francisco de Vallejo affinché popolasse la città e ne divenisse il suo primo alcalde mayor. La città si formò tra il 1520 e il 1522 e formalmente non ebbe alcun fondatore, né vi furono assegnazioni di lotti di terreno, inoltre, il suo ayuntamiento fu creato solo nel 1527. A Nuova Cadice fecero seguito le città di Cumaná nel 1520, La Asunción nel 1525 e Coro nel 1527.
Dopo la grande insurrezione indigena del 1520, che causò l'abbandono dell'isola, fu nuovamente occupata e nel 1526 fu elevata alla categoria di Villa con il nome di Villa de Santiago de Cubagua, anche se a quanto pare non fu mai ufficialmente utilizzato. Infine, il 13 settembre 1528, con decreto reale promulgato dall'imperatore Carlo V, le fu conferito il rango di città, fu dotata di uno stemma e il suo nome fu cambiato in Nueva Cádiz. Per questo risulta essere la prima città fondata dagli spagnoli in America del Sud e la prima città del Venezuela, raggiungendo una popolazione di 1500 anime nel 1535. La città era rifornita di acqua dolce dal vicino Puerto de las Perlas, attualmente nella città di Cumaná, sulla terraferma.
Nel suo periodo di massimo splendore, il reddito che la Spagna riceveva dalla pesca delle perle era uguale in valore monetario a quello fornito dall'oro del Perù. A quel tempo Nueva Cádiz contava una numerosa popolazione di spagnoli e indigeni, questi ultimi costretti a lavorare come subacquei raccogliendo perle, oltre a schiavi neri portati dall'Africa. Nueva Cádiz fu anche oggetto di attacchi da parte di pirati come Diego Ingenios e Jacques de Sores, che assediarono la città e catturarono persino il suo governatore, Francisco Velázquez.
Il primo importante terremoto segnalato dopo l'insediamento delle coste caraibiche fu quello che nel 1530 colpì la città di Nuova Cadice sull'isola di Cubagua e distrusse la fortezza di Nueva Toledo, l'odierna Cumaná. Nel 1541, la città di Nuova Cadice subì gli effetti di uno tsunami, mentre nel 1543, fu soggetta a nuovi terremoti e uragani dagli esiti disastrosi che la resero deserta, abbandonata in favore di Cabo de la Vela nella penisola della Guajira. In aggiunta, la distruzione degli allevamenti di ostriche, la scoperta di ostriche a La Guajira e la graduale morte degli indigeni sfruttati soggetti a condizioni disumane di lavoro, contribuirono al totale abbandono dagli spagnoli.
Alcuni resoconti affermerebbero che metà dell'isola sia affondata a causa di un terremoto, seguito da un'onda di marea, ritenendo possibile che una parte della città sia sommersa dal Mar dei Caraibi. Le rovine di Nuova Cadice, erroneamente credute sommerse dal mare, furono localizzate da Pablo Vila e Iscilio Crisci su alcune collinette della pianura a Nord-est, mentre gli scavi furono eseguiti da José Maria Cruxent che ne portò alla luce la pianta degli edifici.

## Studio dettagliato della scomparsa di Nuova Cadice
In un primo momento tutti i tentativi ufficiali di colonizzare il paese fondato dal genovese Giacomo Castiglione fallirono a causa delle difficoltà di approvvigionamento idrico. Si arrivò alla conclusione che l'insediamento di un paese a Cubagua non potesse essere fruttuoso senza la precedente costruzione di una fortezza alla foce dell'attuale fiume Cumaná, principale fonte di acqua della zona. La versione di Gonzalo Fernández de Oviedo, il quale fa risalire l'istituzione di "Nuova Cadice" al 1517, è generalmente considerata valida. Sotto la protezione della fortezza di Cumaná, edificata nei primi mesi del 1523, il villaggio che si trovava sull'isola di Cubagua fu rapidamente organizzato e si verificò uno straordinario boom per la raccolta di perle.
È improbabile che prima del 1525 gli abitanti del villaggio di Cubagua fossero consapevoli di costituire un paese o una città. In nessuno dei documenti di perle dal 1521 al 1525, le prime fonti locali conosciute, era menzionato il nome della città su quest'isola, e si parlava di Cubagua solamente come di un'isola.
Nel 1526 il paese fu elevato alla categoria di Villa con la denominazione di "Villa de Santiago de Cubagua", anche se pare che tale titolo non sia mai stato ufficialmente utilizzato. Il 13 settembre 1528 venne concesso il rango di città, fu adottato uno stemma, e furono emanate le prime ordinanze che concedevano alla città l'autonomia politica mentre il nome si trasformò in “Nuova Cadice”. Attraverso le ordinanze, la città di Nuova Cadice, oggi riconosciuta come la prima città del Venezuela, non dipendeva più da "Hispaniola" e poteva commerciare direttamente con la Castiglia in Spagna. Ciò contribuì a stimolare l'attività dei cittadini, i quali di conseguenza si misero ad edificare la propria città, sostituendo le prime capanne iniziali con case in pietra, con materiale portato da Araya e aumentando il numero degli abitanti dell'insediamento.